# Possenhain

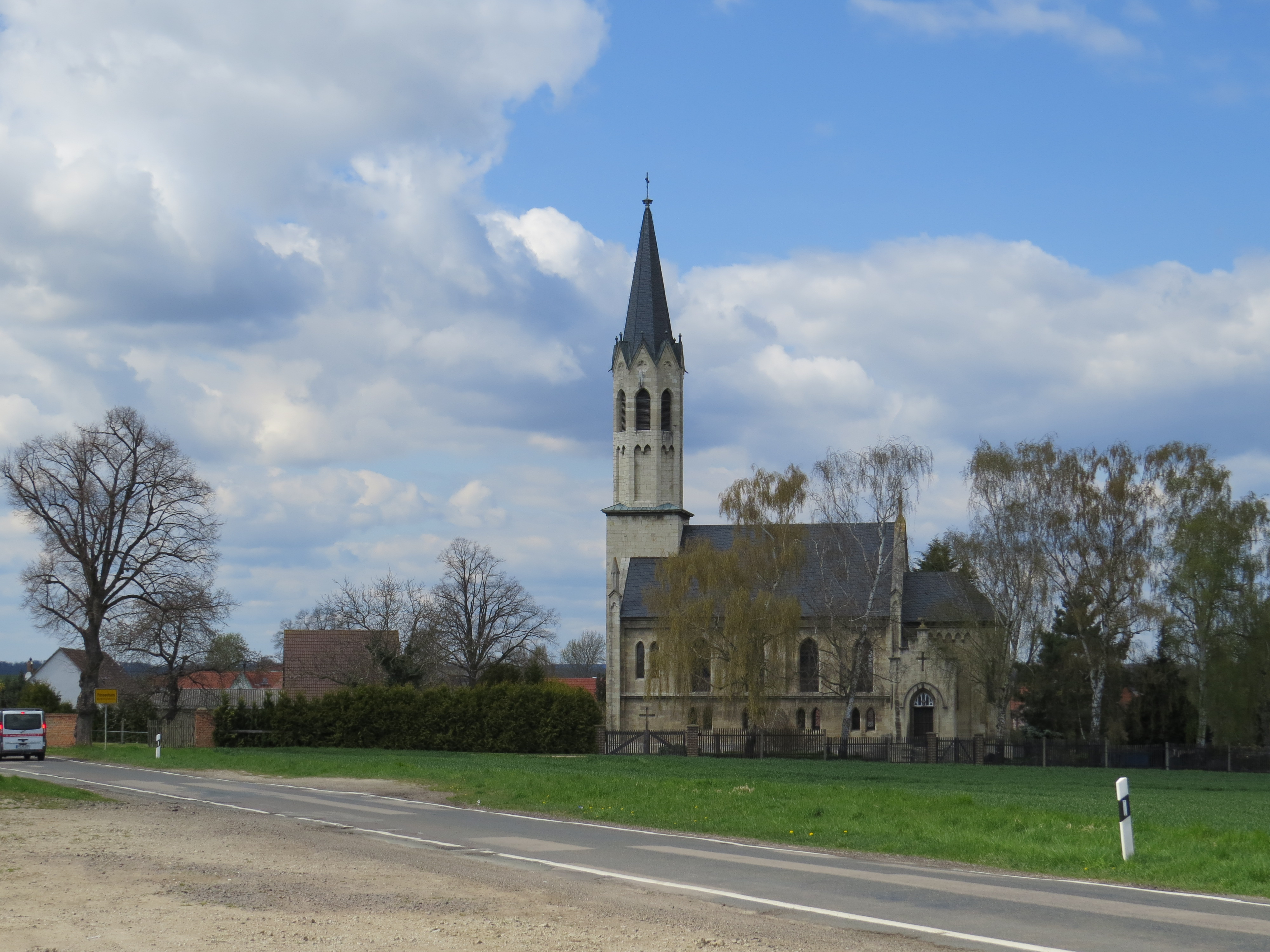
Possenhain von Osten, Schönburg (Saale)

Possenhain ist ein Ortsteil der Gemeinde Schönburg im Burgenlandkreis in Sachsen-Anhalt.

## Geografie
Possenhain liegt östlich von Schönburg im Tal der Saale. Östlich des Orts verläuft der Kötschbach, ein Zufluss der Saale.

## Geschichte
Bei der Beschreibung des zum Hochstift Naumburg/Zeitz gehörigen Bezirks des Burgwards Schönburg wurden 1278 in einer Urkunde des Markgrafen Dietrich von Landsberg die Dörfer Ober-, Mittel- und Unter-Possenhain erwähnt. Der Ortsname ist eine Verknüpfung zweier Wörter für Herrscher und heiliger Hain. Er sollte früher wahrscheinlich darauf hinweisen, dass im Ort ein Sippenführer ansässig war. Nachdem im Spätmittelalter zwei Dörfer wüst fielen, gehörte der verbleibende Ort Possenhain mit den Dörfern Schönburg und Anteilen von Gröbitz und Plotha zum hochstiftlich-naumburgischen Amt Schönburg.
1544 kam Possenhain mit dem Amt Schönburg an das neu gegründete hochstiftlich-naumburgische Amt Naumburg, mit welchem es seit 1564 zum Kurfürstentum Sachsen und zwischen 1656/57 und 1718 zum albertinischen Sekundogenitur-Fürstentum Sachsen-Zeitz gehörte. Durch die Beschlüsse des Wiener Kongresses kam Possenhain 1815 zu Preußen und wurde 1816 dem Kreis Naumburg im Regierungsbezirk Merseburg der Provinz Sachsen zugeteilt, zu dem er bis zur Auflösung des Kreises 1932 gehörte.
Am 1. Juli 1950 wurde Possenhain nach Schönburg eingemeindet.

## Kultur und Brauchtum

### Religion
Die 1587 aus Lehm errichtete Kirche wurde 1863 durch einen Neubau im Stil der Neugotik ersetzt.

### Vereine
Im Ort gibt es einen Carnevalsclub und einen Pfingstverein, der den jährlichen Pfingsttanz oder das Kinderfest ausrichtet. Aus dem Ort stammt die Band „Die Possenhainer“.